# Catalino Rivarola
Catalino Rivarola (30 d'abril de 1965) és un exfutbolista paraguaià.

## Selecció del Paraguai
Va formar part de l'equip paraguaià a la Copa del Món de 1998. També jugà la Copa Amèrica de 1989 i 1991.